# Búnker (cómic)
Búnker es un superhéroe ficticio de ascendencia mexicana, que aparece en los cómics estadounidenses publicados por DC Comics. Apareció por primera vez en Teen Titans vol. 4 #1 (noviembre de 2011), y fue creado por Scott Lobdell y Brett Booth.
Booth dijo en su blog:

Queríamos mostrar un personaje interesante cuya homosexualidad sea parte de él, no algo oculto. Claro que hay personas homosexuales que no sabrías que son homosexuales desde el principio, pero hay otros que son más extravagantes, y pensamos que sería bueno verlos retratados en los cómics. ¿Nos pasamos de la raya? No lo creo.

## Biografía ficticia
Búnker apareció por primera vez como miembro de los Teen Titans en Teen Titans vol. 4 #1, como parte de Los Nuevos 52, un reinicio de la línea temporal y la continuidad de la editorial DC Comics.
Criado en el pequeño pueblo mexicano llamado 'El Chilar', Miguel José Barragán creció en una comunidad amorosa y solidaria, y encontró aceptación como un adolescente abiertamente gay. Cuando Miguel manifestó la habilidad metahumana de crear construcciones de energía psiónica, el idealista extrovertido buscó a Red Robin en un intento de convertirse en un superhéroe de pleno derecho.
Miguel, que adopta el nombre en clave "Búnker", se convierte en el objetivo de NOWHERE, una organización misteriosa que secuestra a jóvenes con superpoderes para sus propios fines nefastos. Red Robin se pone en contacto con Búnker y pronto organiza un grupo de adolescentes a modo de fuerza de resistencia metahumana conocida como los Jóvenes Titanes. Juntos, logran liberar al arma viviente conocida como Superboy y desmantelar el complejo secreto de NOWHERE en la Antártida.
En julio de 2012, Lobdell anunció que iba a presentar al novio de Búnker, "quien se dirigirá a los Estados Unidos desde México después de salir del coma y enterarse de que su novio se había escapado para convertirse en un superhéroe".
En el número 23, Bunker deja el equipo por un corto tiempo. La serie Teen Titans luego concluyó, con el número 30 junto con una publicación anual en abril de 2014. La serie se relanzó más tarde en julio con un nuevo número 1, escrito por Will Pfeifer y arte de Kenneth Rocafort.
En el número anual, durante un epílogo, se muestra a Búnker siendo financiado por el Green Team para crear la 'Spectacular Internationale'.

## Poderes y habilidades
Bunker tiene la capacidad de crear construcciones de energía con su mente, a menudo creando paredes de ladrillo y golpeando puños. Sus construcciones se manifiestan como ladrillos morados. Él tiene control total sobre su densidad, pudiendo hacerlos blandos para amortiguar impactos o caídas, o duros como rocas para infligir daño. Puede crear una amplia variedad de formas, incluidos pilares, escudos, chalecos antibalas, plataformas para hacerse levitar a sí mismo y a otros, etc. También se le ha mostrado lanzando sus ladrillos como proyectiles.
Arsenal en Red Hood and the Outlaws #16 dijo: "Este búnker me recuerda a mí de alguna manera. Actúa como si no se lo tomara demasiado en serio. Pero una pared como esa no surge de la nada". Tiene más cosas en juego de las que nadie le da crédito. Mira, estará en la Liga de la Justicia antes de los veinte años".

## En otros medios
Bunker aparece en DC Super Hero Girls, como uno de los estudiantes de fondo en Super Hero High.

## Merchandising
En 2013, se produjo una figura de HeroClix de Búnker como parte del conjunto Teen Titans.